# Les Cosmogoniales
 (avril 2025).
Un chant de Silène
Les Cosmogoniales : un chant de Silène est une bande dessinée de Hyacinthus publiée le 5 septembre 2019 aux éditions Rue de l'échiquier.

## Synopsis
Au début était le Chaos informe, mais la matière primitive, mal faite et sans harmonie, finit, après des millions d'années, par s'assembler et de là naissent de grandes choses : la lumière surgit de la nuit et la matière forme les astres. Des étoiles, naissent le monde et la vie.

## Description
Les Cosmogoniales offrent une version iconographique à la création du monde et de la vie. Aux textes grecs et latins, Hyacinthus y ajoute sa vision graphique. À travers la fusion des textes et du dessin apparaissent la matière et la vie et sont mis en regards sagesse des auteurs antiques et savoir actuel de la formation de notre monde. Après l'origine du ciel, de la terre et des premiers organismes vivants, Les Cosmogoniales se concluent sans toutefois que ne soit traitée la question de l'origine de l'Homme.
Le dessin de Hyacinthus à l'encre de chine,, compose un semis de points et de hachures composant la tapisserie abstraite de l'émergence brouillonne de l'Univers et, parce qu'il en évite l'illustration littérale et précise, laisse une grande place à l'imagination et à l'ingéniosité du lecteur.

## Inspirations
L'inspiration initiale provient des Métamorphoses d'Ovide, complétée de La plus belle histoire du monde de Dominique Simonnet, Hubert Reeves, Joël de Rosnay et Yves Coppens, ainsi que De la nature des choses de Lucrèce. Les textes d'autres auteurs antiques — de genres diversifiés : drames, poèmes, écrits philosophiques, textes didactiques— prennent place au sein des Cosmogoniales, notamment une sélection de textes de Horace, Empédocle, Virgile, Hésiode, Pline l'Ancien, Sophocle, Parménide, Euripide, Homère, Aristote, Aristophane, Leucippe ou Anaxagore. Chacun d'entre eux raconte à sa façon la création, évoquant voûte céleste, titans et cyclopes.
L'œuvre évoque par ailleurs les Trois Rêveries de Marc-Antoine Mathieu, ou Face aux verrous de Henri Michaux.

## Publications
(fr + la + el) Hyacinthus, Les Cosmogoniales : un chant de Silène (bande dessinée), Paris, Rue de l'échiquier, coll. « Rue de l'échiquier BD », 5 septembre 2019, VIII-184 p., 185 × 300 mm (ISBN 978-2-37425-153-0, OCLC 1140361022, BNF 45792693, SUDOC 24053381X).
(cs + la + el) Hyacinthus (trad. du français par Danuše Navrátilová), Kosmogoniály : zpívá Silénus (bande dessinée), Prague, * Argo s.r.o. ↵ - (voir cz:Argo), 24 mars 2021, VIII-184 p., 185 × 297 mm (ISBN 978-80-257-3406-3, OCLC 1260123004).